# Janne Heikkinen (volley-ball)
Janne Heikkinen est un joueur finlandais de volley-ball né le 11 avril 1976 à Kajaani. Il mesure 2,04 m et joue central. Il totalise 235 sélections en équipe de Finlande.

## Clubs
| Club                        | Pays     | De        | À         |
| --------------------------- | -------- | --------- | --------- |
| Raision Loimu               | Finlande | 1993-1994 | 1997-1998 |
| CV Las Palmas               | Espagne  | 1998-1999 | 1998-1999 |
| Kappa Turin                 | Italie   | 1999-2000 | 2000-2001 |
| Olympiakos                  | Grèce    | 2001-2002 | 2001-2002 |
| Sira Cucine Ancône          | Italie   | 2002-2003 | 2002-2003 |
| Aon hotVolleys Vienne       | Autriche | 2003-2004 | 2003-2004 |
| Südtirol Alto Adige Bolzano | Italie   | 2004-2005 | 2004-2005 |
| Prisma Tarante              | Italie   | 2005-2006 | 2005-2006 |
| Skra Bełchatów              | Pologne  | 2006-2007 | …         |

## Palmarès
- Ligue des champions
  - Finaliste : 2002
- Championnat de Pologne (3)
  - Vainqueur : 2007, 2008, 2009
- Championnat d'Autriche (1)
  - Vainqueur : 2004
- Championnat de Finlande (1)
  - Vainqueur : 1997
- Coupe de Pologne (2)
  - Vainqueur : 2007, 2009